# آلفردو سیوچی
آلفردو سیوچی (انگلیسی: Alfredo Ciucci؛ زادهٔ ۱۷ اکتبر ۱۹۲۰) بازیکن فوتبال اهل ایتالیا است.
از باشگاه‌هایی که در آن بازی کرده‌است می‌توان به باشگاه فوتبال آ.اس. رم و باشگاه فوتبال ترنانا اشاره کرد.